# إيزابيلا فايفي مايو
إيزابيلا فايفي مايو (اسمها المستعار إدوارد غاريت، 10 ديسمبر 1843 - 13 مايو 1914) ناشطة حق تصويت المرأة وشاعرة وروائية ومصلحة اسكتلندية. تمكنت فايفي مايو بمساعدة أصدقائها من نشر القصائد والقصص تحت الاسم المستعار «إدوارد غاريت». أمضت فايفي مايو معظم حياتها في أبردين، إذ كانت أول امرأة تُنتخب لعضوية مجلس إدارة عام. وُصفت فايفي مايو أنها «أناركية أخلاقية، وداعية سلام، وناشطة مناهضة للإمبريالية والعنصرية، وأن منزلها كان ملجًا للهنود الآسيويين».

## النشأة والتعليم
ولدت إيزابيلا فايفي في 10 ديسمبر 1843 في لندن لأبوين اسكتلنديين هما جورج فايفي ومارغريت تومسون. قصّ عليها والدها في طفولتها أساطير بوشان والقصص التي أحضرها معه من مزرعة والده حيث استقر أسلافه لثلاثمائة عام. كان شعبه من الأساقفة الاسكتلنديين المخلصين، ومنهم كان أسقف موراي وروس. انحدر أسلاف أمها من ناحية والدها من البلاد الحدودية، وكانوا جميعًا من البروتستانت، ومن بين أقاربها القس ألكسندر هيسلوب من الكنيسة الحرة في أربروث، ومؤلف كتاب المملكتان البابليتان، والقس ستيفن هيسلوب الذي كان مبشرًا وعالمًا في الهند، بينما تنتمي عائلة والدتها من ناحية جدتها إلى أسرة أبردين العريقة في كيرك. كانت أصغر سنًا من بقية أفراد الأسرة، وتلقت تعليمها في مدرسة نهارية حيث حصلت على العديد من الجوائز.

## الحياة المهنية

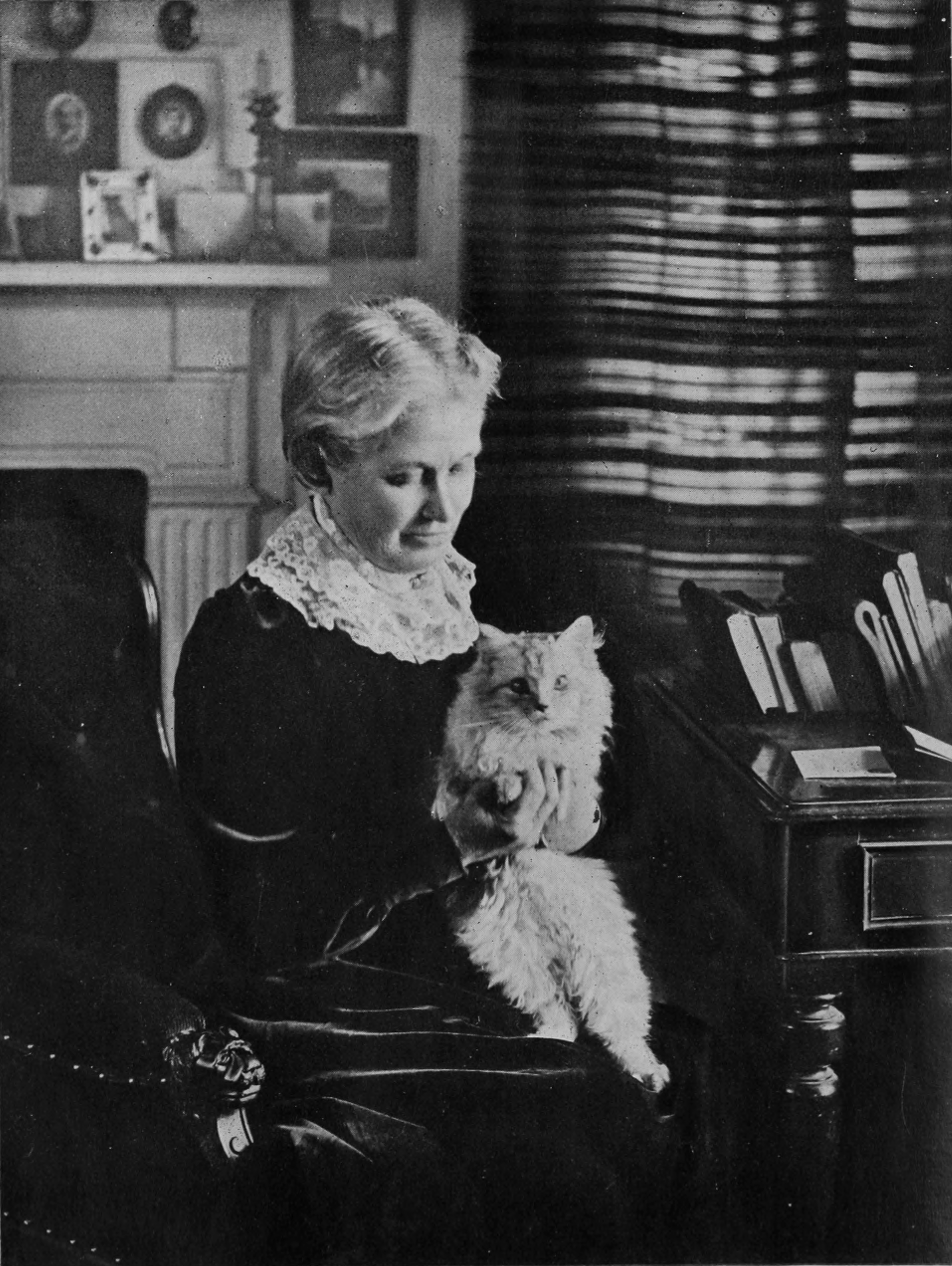
إيزابيلا فايفي مايو

استلهمت فايفي مايو العمل الأدبي من أحد أقاربها بداية، ثم من طالبة في كلية كينجز لندن، والتي رأت الأمل في مقالاتها المدرسية وقصائدها العرضية واقترحت عليها امتهان الأدب. عملت فايفي مايو لسبع سنوات دون أجر، وشحذت عزيمتها للحفاظ على رغبتها في الحصول على مهنة أدبية بعد نشر مقالتها «مهن حياة المتقاعدين» في مجلة ذا سانداي. بدأت فايفي مايو العمل في سن السادسة عشر لسداد ديون أسرتها، وقد مكّنها ذلك من جعل كتبها مفيدة للآخرين، وخاصة أولئك الذين ضايقهم الارتياب. تعرفت فايفي مايو في سن الثامنة عشر على الروائية الأيرلندية آنا ماريا هول التي كان تشجيعها ومساعدتها العملية مفيدة للغاية لها.
تزوجت إيزابيلا في عام 1870 من جون ريال مايو، إذ كان محاميًا في لندن وأصبح في عام 1854 أول عمدة ليوفيل. دفعتهما صحة جون المتردية إلى الذهاب في جولة كندية، تلتها الإقامة في سري، تحدثت بلمحات عنها في قصصها. ترمّلت فايفي مايو في عام 1877، وتُركت وحيدة مع ابن وحيد. غادرت فايفي مايو لندن في العام التالي، إذ أصبحت لا تطاق بالنسبة لها وأوشكت على الوقوع فيما سُمي السُقام آنذاك، لكن صحتها تحسنت بعد انتقالها إلى أبردين. انخرطت فايفي مايو هناك في نقاشات حركة حق تصويت المرأة بين من وصفتهم «بناشطات المدرسة القديمة لحق تصويت المرأة» والحزب الاجتماعي والسياسي للمرأة المناضل، والناشطات المحليات «الكفؤات بشكل فريد» واللاتي ارتبطن بشدة بالاتحاد النسائي الليبرالي الذي اقتصر على «رأي واحد من الآراء السياسية». يقال إن كتاباتها وكتابات إليزابيث مايهيو إدموندز جعلت القراء في العصر الفيكتوري على دراية بالدور القيادي الذي لعبته النساء في حرب الاستقلال اليونانية، ما أثار تساؤلات حول النوع الاجتماعي ودور المرأة.
تولت فايفي مايو عدة عمليات تواصل، مع إيميلين بانكهورست وهيلين فراسر بصفتها منظمة مناسبات للاتحاد الاجتماعي والسياسي للمرأة، ومع المجموعة المُسماة «مناهضة حق تصويت المرأة» من خلال الصحافة المحلية. حُفظت مجموعة من رسائلها في أرشيف جامعة أبردين (حق تصويت النساء) ورشح اسمها ليكون لها لوحة تذكارية زرقاء في أبردين.
فضلت فايفي مايو ألّا تنادى بسيدة أو باسم زوجها كما كان العرف، ولكن باسم إيزابيلا فايفي مايو، رغم اشتهارها باسمها المستعار إدوارد غاريت في صفحات مجلات ذا سانداي، وغود ووردس، وذا كويفر، وسانداي أت هوم، وذا غيرلز أون بيبر، وذا بال مال غازيت، وغيرها.